# Dysmorphisme
En psychologie, le dysmorphisme désigne le décalage pathologique entre la réalité et la manière dont le sujet perçoit son corps. Ainsi, une personne souffrant de dysmorphie musculaire se trouvera constamment chétive, même si elle est en fait une personne culturiste ou athlétique,,
A distinguer de la dysmorphophobie : crainte obsédante d'être laid ou malformé.
En médecine, le mot dysmorphisme est employé comme synonyme de dysmorphie : forme anormale.